# Michael Adams (koszykarz)
Michael Adams (ur. 19 stycznia 1963 w Hartford) – amerykański koszykarz, występujący na pozycji rozgrywającego, po zakończeniu kariery zawodniczej trener koszykarski.
Ustanowił rekord NBA, notując co najmniej jeden celny rzut za 3 punkty w 79 spotkaniach z rzędu  (28.01.1988 – 23.01.1989). Obecnie rekord ten (127 spotkań) dzierży Kyle Korver.
Dwukrotnie przewodził NBA w liczbie celnych rzutów za 3 punkty (1989, 1990) oraz czterokrotnie w liczbie oddanych rzutów za 3 punkty (1988–1991).

## Osiągnięcia
Na podstawie, o ile nie zaznaczono inaczej.
NCAA
- Uczestnik rozgrywek Elite Eight turnieju NCAA (1982)
- 3-krotny uczestnik turnieju NCAA (1982, 1983, 1985)
- Mistrz sezonu zasadniczego konferencji Atlantic Coast (1983)

USBL
- Mistrz USBL (1985)[6]
- Zaliczony do[6]:
  - I składu:
    - debiutantów USBL (1985)
    - defensywnego USBL (1985, 1986)

  - II składu USBL (1985, 1986)
- 2-krotny lider USBL w przechwytach (1985, 1986)

CBA
- Debiutant roku CBA (1986)

NBA
- Uczestnik:
  - meczów gwiazd NBA (1992)[a]
  - konkursu rzutów za 3 punkty (1989)[8]
- 2-krotny zawodnik tygodnia NBA (11.12.1988, 27.01.1991)[9]